# Rijhuis
De term rijhuis, huis in de rij of rijwoning is in België algemeen gebruikelijk voor een woning die aan beide zijden tegen een andere woning is gebouwd. Het huis heeft dus alleen een voorgevel en een achtergevel. Een straat in stedelijk gebied bestaat doorgaans uit rijhuizen. Een straat met beroemde, architectonisch waardevolle rijhuizen is bijvoorbeeld de Cogels-Osylei in Berchem. In meer landelijke gebieden komen daarentegen meer "open" (volledig vrijstaand) of "halfopen" (aan één zijde tegen een ander huis) bebouwingen voor.